# Lalueza
Lalueza (aragonès: A Lueza) és un municipi aragonès situat a la província d'Osca i enquadrat a la comarca dels Monegres. El 2021 tenia 884 habitants.